# بن هال (بازیکن فوتبال، زاده ۱۸۷۹)
بن هال (انگلیسی: Ben Hall; ۶ مارس ۱۸۷۹ – 1963 (aged 84)) بازیکن فوتبال اهل بریتانیا بود.
از باشگاه‌هایی که در آن بازی کرده‌است می‌توان به باشگاه فوتبال ساوت شیلدز، باشگاه فوتبال دربی کانتی، باشگاه فوتبال گریمزبی تاون، و باشگاه فوتبال لستر سیتی اشاره کرد.